# Ma'rib (gouvernement)
Ma'rib is een gouvernement (provincie) in Jemen.
Ma'rib telt 727.203 inwoners op een oppervlakte van 17.450 km².

## Weblinks
- Officiële site van de provincie Ma'rib

Abyan · Aden · Ad Dali' · Al Bayda' · Al Hudaydah · Al Jawf · Al Mahrah · Al Mahwit · 'Amran · Dhamar · Hadramaut · Hajjah · Ibb · Lahij · Ma'rib · Raymah · Sa'dah · Sanaa (stad) · Sanaa (gouvernement) · Shabwah · Socotra · Ta'izz